# ワールドアウトゲームズ
ワールドアウトゲームズ（英語：World Outgames）は、2006年にカナダ・ケベック州モントリオールで初めて開催された、LGBTを含めた性的指向にかかわらず全ての人を対象とした国際総合競技大会。

## 歴史
第1回開催地のモントリオールでは当初2006年ゲイゲームズの開催が予定されていたが、ゲイゲームズの主催者であるゲイゲームズ連盟の許可なしでワールドアウトゲームズ開催を組織することを決定した。主会場はオリンピック・スタジアム。120カ国以上、12000名以上の選手が参加した。大会期間は7月26日から8月5日であった。
閉会式では2009年開催の次回の開催地をデンマークのコペンハーゲンに指名したと発表した。第3回は2013年にベルギーのアントウェルペンで開催された。2017年はアメリカ合衆国マイアミビーチで予定されていたが、ほとんどの競技が開催中止となった。